# Loksa
Loksa (in tedesco Loxa)  è un piccolo borgo dell'Estonia settentrionale, nella contea di Harjumaa.
La località è situata a 65 km da Tallinn. Essa è stata fondata nel 1874 dai signori di Kolgy. Alla fine del XIX secolo è stato costruito il porto e poi il cantiere navale. 
Loksa ha assunto il rango cittadino nel 1993. Il monumento principale è la Chiesa della Vergine Maria dal XIX secolo. Notevoli le bellezze naturali per la sua presenza nel Parco Nazionale Lahemaa. Due penisole chiudono la baia con i tipici villaggi di pescatori e centri ricreativi.